# Carlos Alomar
Carlos Alomar (Ponce, 7 mei 1951) is een Puerto Ricaans gitarist. Hij is voornamelijk bekend van zijn werk met de Britse zanger David Bowie, voor wie hij tussen de jaren '70 en de jaren '00 op vele albums voor muzikale begeleiding zorgde. Hiernaast trad hij bij vele andere artiesten op als gastmuzikant.

## Carrière
Alomar is geboren op Puerto Rico, maar opgegroeid in New York. Op tienjarige leeftijd begon hij gitaar te spelen, en op zijn zestiende werd hij professioneel muzikant. In de jaren '60 trad hij op tijdens "Amateur Hour" in het Apollo Theater en werd vervolgens lid van de huisband. In deze hoedanigheid speelde hij samen met Chuck Berry en een groot aantal soulartiesten. In 1968 en 1969 zat hij acht maanden in de liveband van James Brown, maar nadat hij salaris ingehouden kreeg na een fout tijdens een optreden, verliet hij de band. In 1969 begon Alomar zijn eigen band, genaamd Listen My Brother, waar ook Luther Vandross, Fonzi Thornton en Robin Clark lid van waren. Alomar trouwde in 1970 met Clark en heeft met haar een dochter. Aan het begin van de jaren '70 was hij sessiemuzikant bij RCA Records en is te horen op albums van Ben E. King en Joe Simon.
Alomar ontmoette David Bowie aan het begin van 1974 tijdens een sessie waarbij Lulu haar versie van het door Bowie geschreven nummer "Can You Hear Me?" opnam. Bowie wilde al dat Alomar zijn livegitarist werd tijdens de Diamond Dogs Tour, maar dit ging niet door vanwege contractuele problemen. Later dat jaar nam Bowie een aantal nieuwe nummers op voor zijn album Young Americans, waarop Alomar wel mee kon doen. Hij werd tevens Bowie's livegitarist tijdens het tweede deel van de Diamond Dogs Tour. In januari 1975 maakte hij deel uit van een opnamesessie met Bowie en John Lennon, die het Beatles-nummer "Across the Universe" opnamen. Tijdens deze sessie ontstond uit een gitaarriff van Alomar het nummer "Fame". Dit werd Bowie's eerste Amerikaanse nummer 1-hit en wordt toegeschreven aan Bowie, Lennon en Alomar.
Vanaf Young Americans was Alomar ruim twee decennia af en aan betrokken bij de carrière van Bowie. Samen met drummer Dennis Davis en basgitarist George Murray vormde hij de achtergrondband van Bowie. Er was wel steeds een wisselende leadgitarist; hieronder vielen onder meer Earl Slick, Stacey Heydon, Ricky Gardiner, Robert Fripp en Adrian Belew. Vanaf 1976 was Alomar ook de muziekregisseur van Bowie's tournees. In 1976 schreef hij samen met Bowie en Iggy Pop het nummer "Sister Midnight", dat op Pops album The Idiot (1977) verscheen en in 1979 door Bowie op Lodger werd herschreven onder de titel "Red Money". Alomar was daarnaast co-auteur van de nummers "The Secret Life of Arabia", "DJ" en "Dancing with the Big Boys". Hij speelde mee op de albums The Idiot en Lust for Life van Iggy Pop.
In 1980 speelde Alomar voor het laatst met Murray en Davis op een Bowie-album, Scary Monsters (and Super Creeps). Bowie had ter promotie van dit album geen optredens gepland, en Alomar ging in plaats hiervan met Iggy Pop op tournee. Alomar speelde niet mee op Let's Dance, waarop hij vervangen werd door producent Nile Rodgers, maar was tijdens de bijbehorende Serious Moonlight Tour en het daaropvolgende album Tonight weer aanwezig. In 1987 schreef Alomar het nummer "I'm Tired", dat door Bowie werd herschreven tot de titeltrack van Never Let Me Down. Na afloop van de bijbehorende Glass Spider Tour besloot Bowie zijn samenwerking met Alomar te beëindigen en zijn eigen band Tin Machine op te richten. In 1988 bracht Alomar zijn eerste solo-album Dream Generator uit. In 1995 vroeg Bowie hem terug voor zijn album 1. Outside. Alomar speelde mee tijdens het eerste deel van de Outside Tour, maar hij stapte hierna uit de band omdat hij vond dat er moeilijk contact met Bowie kon worden gemaakt en omdat hij niet op kon schieten met muziekregisseur Peter Schwartz. Later speelde hij nog wel gitaar op Bowie's nummers "Everyone Says 'Hi'" (Heaten, 2002) en "Fly" (Reality, 2003).
Naast Bowie en Iggy Pop heeft Alomar ook gewerkt met onder meer Paul McCartney, Simple Minds, Graham Parker, Mick Jagger, The Pretenders, Soda Stereo, Scissor Sisters en Alicia Keys. In totaal speelde hij mee op 32 albums die de gouden en platina status kregen. Hij was de bandleider bij de talkshow The Caroline Rhea Show, dat in 2002 en 2003 werd uitgezonden. Ook is hij in New York president van de lokale afdeling van The Recording Academy, dat verantwoordelijk is voor de organisatie van de Grammy Awards.

## Discografie

### Soloalbum
- 1988: Dream Generator

### Met David Bowie
- 1975: Young Americans
- 1976: Station to Station
- 1977: Low
- 1977: "Heroes"
- 1979: Lodger
- 1980: Scary Monsters (and Super Creeps)
- 1984: Tonight
- 1987: Never Let Me Down
- 1995: 1. Outside
- 2002: Heathen
- 2003: Reality

### Met andere artiesten
- 1975: Supernatural (met Ben E. King)
- 1977: The Idiot (met Iggy Pop)
- 1977: Lust for Life (met Iggy Pop)
- 1978: Headin' Home (met Jimmy Owens)
- 1985: She's the Boss (met Mick Jagger)
- 1985: So Red the Rose (met Arcadia)
- 1985: Some People (met Belouis Some)
- 1986: Press to Play (met Paul McCartney)
- 1986: Sun Sun (met Casiopea)
- 1987: Belouis Some (met Belouis Some)
- 1988: Doble Vida (met Soda Stereo)
- 1988: Julia Fordham (met Julia Fordham)
- 1989: Wings of Desire (met Jennifer Rush)
- 1990: Anything Is Possible (met Debbie Gibson)
- 1993: Hat Full of Stars (met Cyndi Lauper)
- 1994: Letters Never Sent (met Carly Simon)
- 1996: PAX (met FUN)
- 1997: Still Waters (met Bee Gees)
- 1997: Deborah (met Debbie Gibson)
- 1997: CHAOS (met FUN)
- 2009: The Element of Freedom (met Alicia Keys)
- 2010: The Revelation of Arthur Lynn (met ANGIESCREAMS)
- 2015: Uptown Special (met Mark Ronson)
- 2015: The Desired Effect (met Brandon Flowers)